# Cabanac-et-Villagrains
Cabanac-et-Villagrains è un comune francese di 2 144 abitanti situato nel dipartimento della Gironda nella regione della Nuova Aquitania.

## Società

### Evoluzione demografica
Abitanti censiti